# Karanovo (distrikt i Bulgarien, Sliven)
Karanovo (bulgariska: Караново) är ett distrikt i Bulgarien.   Det ligger i kommunen Obsjtina Nova Zagora och regionen Sliven, i den centrala delen av landet, 210 km öster om huvudstaden Sofia.
Trakten runt Karanovo består till största delen av jordbruksmark. Runt Karanovo är det ganska glesbefolkat, med 48 invånare per kvadratkilometer.